# ريتشارد دوغلاس لان
ريتشارد دوغلاس لان (بالإنجليزية: Richard Douglas Lane)‏ هو مؤرخ وصحفي أمريكي، ولد في 9 فبراير 1926 في فلوريدا في الولايات المتحدة، وتوفي في 2002.